# Карлин, Уред
Уред Карлин (швед. Ored Karlin, 1905 — 1969) — шведский шахматист. Один из сильнейших шахматистов Швеции 1920—1930-х гг. Участник чемпионатов Швеции. В составе сборной Швеции принимал участие в шахматной олимпиаде 1928 г. (играл на 4-й доске), а также в ряде международных командных соревнований. В 1935 г. участвовал в сильном по составу международном турнире в Хельсинки.

## Спортивные результаты
| Год         | Город        | Соревнование                             | + | − | = | Результат | Место |
| ----------- | ------------ | ---------------------------------------- | - | - | - | --------- | ----- |
| 1928        | Гаага        | II Олимпиада (сборная Швеции, 4-я доска) | 2 | 3 | 6 | 5 из 11   |       |
| 1935        | Хельсинки    | Международный турнир                     |   |   |   |           | [ 1 ] |
| 1941 / 1942 | Стокгольм    | Матч с Г. Штольцем                       |   |   |   | [ 2 ]     |       |
| 1944        | Лидчёпинг    | Чемпионат Швеции                         |   |   |   |           | [ 3 ] |
| 1948        | Сальтшобаден | Командный турнир северных стран          |   |   |   |           |       |